# Myles Dillon
Pour les articles homonymes, voir Dillon.
Myles Patrick Dillon (11 avril 1900 - 18 juin 1972) est un grammairien irlandais travaillant sur la philologie comparée, les études celtiques et le sanskrit,.

## Biographie
Myles Dillon est né à Dublin et est l'un des six enfants de John Dillon et de sa femme Elizabeth Mathew. James Dillon, le leader du Fine Gael, est son frère cadet.
Myles Dillon est diplômé de l'University College de Dublin, puis voyage en Allemagne et en France, où il étudie en profondeur la philologie ancienne irlandaise et celtique avec Joseph Vendryes et Rudolf Thurneysen. Dillon enseigne le sanskrit et la philologie comparée au Trinity College de Dublin (1928–1930) et à l'University College de Dublin (1930–1937). En 1937, il s'installe aux États-Unis, où il enseigne l'irlandais à l'Université du Wisconsin à Madison (son fils John M. Dillon est né à Madison), en 1946-1947, enseigne à Chicago. À son retour en Irlande, il travaille à l'École d'études celtiques de l'Institut d'études avancées de Dublin, devant le directeur de l'école de 1960 à 1968, et dirige Celtica. Le tome 11 de Celtica est dédié à sa mémoire. De 1966 à 1967, il est président de l'Académie royale d'Irlande.
Myles Dillon est l'auteur d'un certain nombre d'ouvrages scientifiques importants, de manuels et de traductions du vieil irlandais. Parmi ses œuvres les plus remarquables figurent The Cycles of the Kings (1946), Early Irish literature (1948), The Celtic realms (1967, avec Nora Kershaw Chadwick). Il publie une traduction moderne et un commentaire de The Book of Rights ( Old Irish, 1962). Il traduit également Dieux et héros des Celtes de Marie-Louise Sjoestedt-Jonval en anglais, rendant ainsi le livre accessible à un plus large public savant. La monographie Celts and Aryans, publiée à titre posthume par l'Indian Institute of Advanced Study reflète l'intérêt de Dillon pour les traces de l'héritage partagé dans les cultures indiennes et irlandaises issues de la société proto-indo-européenne sur la base d'une période de recherche que Dillon passe à Shimla, Inde.

## Ouvrages
- Myles Dillon, The Cycles of the Kings, London, Oxford University Press, 1946 (lire en ligne)
- Myles Dillon, Early Irish Literature, Chicago, University of Chicago Press, 1948
- Early Irish Society, Dublin, Cultural Relations Committee of Ireland, 1954
- Irish Sagas, Dublin, Thomas Davis Lectures, 1959
- Myles Dillon et Donncha Ó Cróinín, Teach Yourself Irish, London, English Universities Press, 1961 (lire en ligne)
- Lebor na Cert: The Book of Rights, Dublin, Irish Texts Society, 1962 (lire en ligne)
- Myles Dillon et Nora K. Chadwick, The Celtic Realms, London, Weidenfeld and Nicolson, 1967
- Myles Dillon, Celts and Aryans: Survivals of Indo-European Speech and Society, Simla, Indian Institute of Advanced Study, 1975
- The Correspondence of Myles Dillon, 1922-1925: Irish–German Relations and Celtic Studies, Dublin, Four Courts Press, 1999[3],[4]